# استان ساتون

نقشهٔ تایلند و جایگاه استان ساتون.

استان ساتون یکی از استان‌های جنوبی کشور تایلند است. پایتخت این استان شهر ساتون است. استان‌های همسایه این استان (از شمال در جهت عقربه‌های ساعت) ترانگ، پاتالونگ و سونگلا هستند. در جنوب این استان با ایالت پرلیس در کشور مالزی هم‌مرز است. نام «ساتون» در واقع از واژهٔ مالایی «ستول» به معنای درخت مانگواستین آمده‌است.
این استان ۲۴۷۹ کیلومتر مربع وسعت دارد و از این لحاظ ۶۳ امین استان تایلند است. در ضمن ۲۴۷۸۷۵ نفر (بر طبق آمار سال ۲۰۰۰) جمعیت دارد و از این لحاظ ۶۹امین استان تایلند است. با این حساب به‌طور متوسط در هر کیلومتر آن ۱۰۰ نفر زندگی می‌کنند و از لحاظ تراکم جمعیت ۴۵امین استان تایلند است.
فرماندار کنونی آن کوانچای وونگنیتیکون است.
این استان در شبه جزیره مالایا و ساحل دریای آندامان واقع شده‌است.